# 马赫脱口秀
《馬厄脫口秀》（英語：Real Time with Bill Maher，又名《彪马实时秀》），有譯為「馬艾」、「馬厄」、「馬赫」等不同譯法。是一個從2003年開始在美國HBO頻道直播的周播性晚間清談節目，由標·馬艾與HBO合創，並由標·馬艾主持。从2005年開始，本节目每年均獲黃金時段艾美獎最佳綜藝、音樂或喜劇連續劇类提名。

## 外部連結
- 官方网站
- 互联网电影数据库（IMDb）上《马赫脱口秀》的资料（英文）